# توملينسون فورت
توملينسون فورت (بالإنجليزية: Tomlinson Fort (congressman))‏ (و. 1787 – 1859 م) هو سياسي من الولايات المتحدة الأمريكية ولد في وارينتون.